# TOKYO FM+
TOKYO FM+（とうきょうえふえむぷらす）はエフエム東京と子会社であるジグノシステムジャパンが共同で運営するニュースサイトである。

## 概要
2015年4月20日に配信開始。
TOKYO FMのパーソナリティやゲストのトーク・ライフスタイル情報・ラジオドラマなどをテキスト化し、一日で平均7本のニュース記事としてTOKYO FM+の公式サイト、SmartNews、Yahooニュースに配信している。

また、配信後1ヶ月が過ぎた記事については、TOKYO FMの有料会員サービスMUSIC VILLAGEと、TOKYO FMとジグノシステムジャパンが共同運営する、JFN38局とLOVE FMの放送が聴ける有料サービスドコデモFMにアーカイブされる。

これより以前に期間限定でSCHOOL OF LOCK!の公式サイトとSmartNewsでSCHOOL OF LOCK! NEWSを配信していた。

TOKYO FM+開始に伴い、SmartNewsでSCHOOL OF LOCK! NEWSをフォローしていたユーザーは自動的にTOKYO FM+へ移行された。

なお、同局が以前行っていた動画配信サービスTFM+とは別サービスである。